# Undecimber
Undecimber – rzadko używany termin na trzynasty miesiąc roku. Wprowadzony na potrzeby języka programowania Java w celu obsługi innych kalendarzy niż kalendarz gregoriański. Ponieważ niektóre kalendarze oparte na kalendarzu księżycowym mogą zawierać 13 miesięcy w roku była potrzeba wprowadzenia symbolu określającego taki miesiąc.
Nazwa Undecimber została stworzona analogicznie do angielskich nazw ostatnich czterech miesięcy roku: September, October, November, December, które to z kolei są zapożyczeniami z łaciny, gdzie oznaczają odpowiednio: siódmy, ósmy, dziewiąty i dziesiąty – pierwotnie kalendarz zaczynał się w marcu, a więc wrzesień był siódmym miesiącem, a grudzień dziesiątym. Słowo undecim po łacinie znaczy jedenaście.